# Raspado
O corte à escovinha, ou raspado (em inglês: buzz-cut ou wiffle), corte militar, é um corte de cabelo curto rente à pele, que geralmente é produzido com um barbeador elétrico, onde o comprimento do cabelo é o mesmo na cabeça (uniforme). Ganhando destaque inicialmente com o advento do cortador manual de cabelo, e popularizado em locais onde se aplicam padrões rígidos de higiene (por exemplo exército e prissão). Os cortes são frequentemente feitos nos recrutas nas forças militares, não atrapalha diversas atividades (praticidade).

## Visão geral
O corte de cabelo raspado uniformimente (não completamente careca com alguns centimetros) ganhou popularidade com o advento do do cortador manual de cabelo do inventor sérvio Nikola Bizumić (1823-1906) na período de 1880, eram amplamente usados pelos barbeiros para um corte rente e rápido. Mas a redução no custo da máquina elétrica contribuíram para a substituição da máquina manual.
O aparador acumula cabelos em mechas para removê-los rapidamente da cabeça. O corte buzz atualmente possuem alguns estilos: corte pincel, corte à escovinha e flattop.
A parte superior deste estilo de corte tem comprimento curto e uniforme, produzindo o butchcut, ou em uma das várias formas geométricas que incluem o crewcut, burrcut, flattop e outros estilos curtos.
Também conhecido como corte de cabelo desbotado/fade haircut, a parte traseira e as laterais são cônicas curtas ou semicurtas, correspondendo a diferentes tamanhos de proteção do cortador.
Em países como Austrália, China, Rússia, Reino Unido e Estados Unidos, os recrutas militares recebem este corte cabelo rente à pele quando iniciam o treinamento militar; foi feito originalmente para evitar a propagação de piolhos durante a guerra, mas agora é popular para resfriamento e devido a uniformidade.

## Variações
Crew: é uma variação com desbotamento nas laterais, onde o topo possui cabelo um pouco maior, no perfil lateral, o contorno do cabelo superior se aproxima da horizontal.
Degradê: outra variação, é o crewt com degradê, onde o volume diminui gradualmente à nuca.

Flat top: o estillo high top fade foi popular entre os homens negros na década de 1980 na era de ouro do rap.

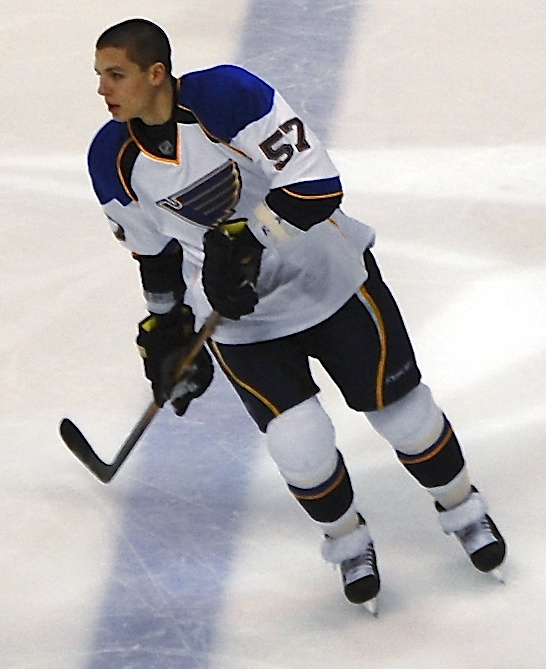
Jogador de derrotaDavid Perroncom corte militar
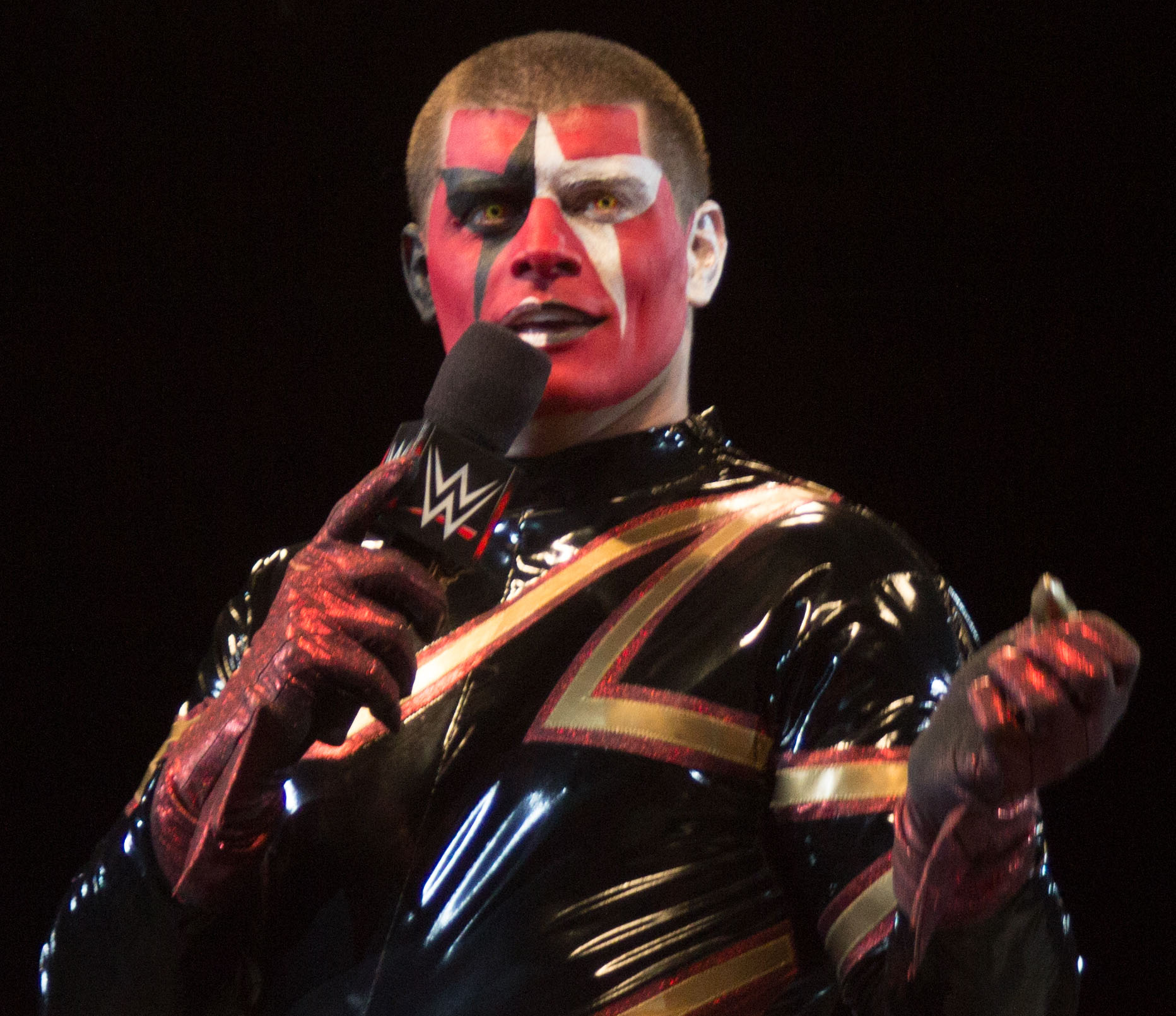
Lutadorda Poeira Estelar(Cody Rodes)
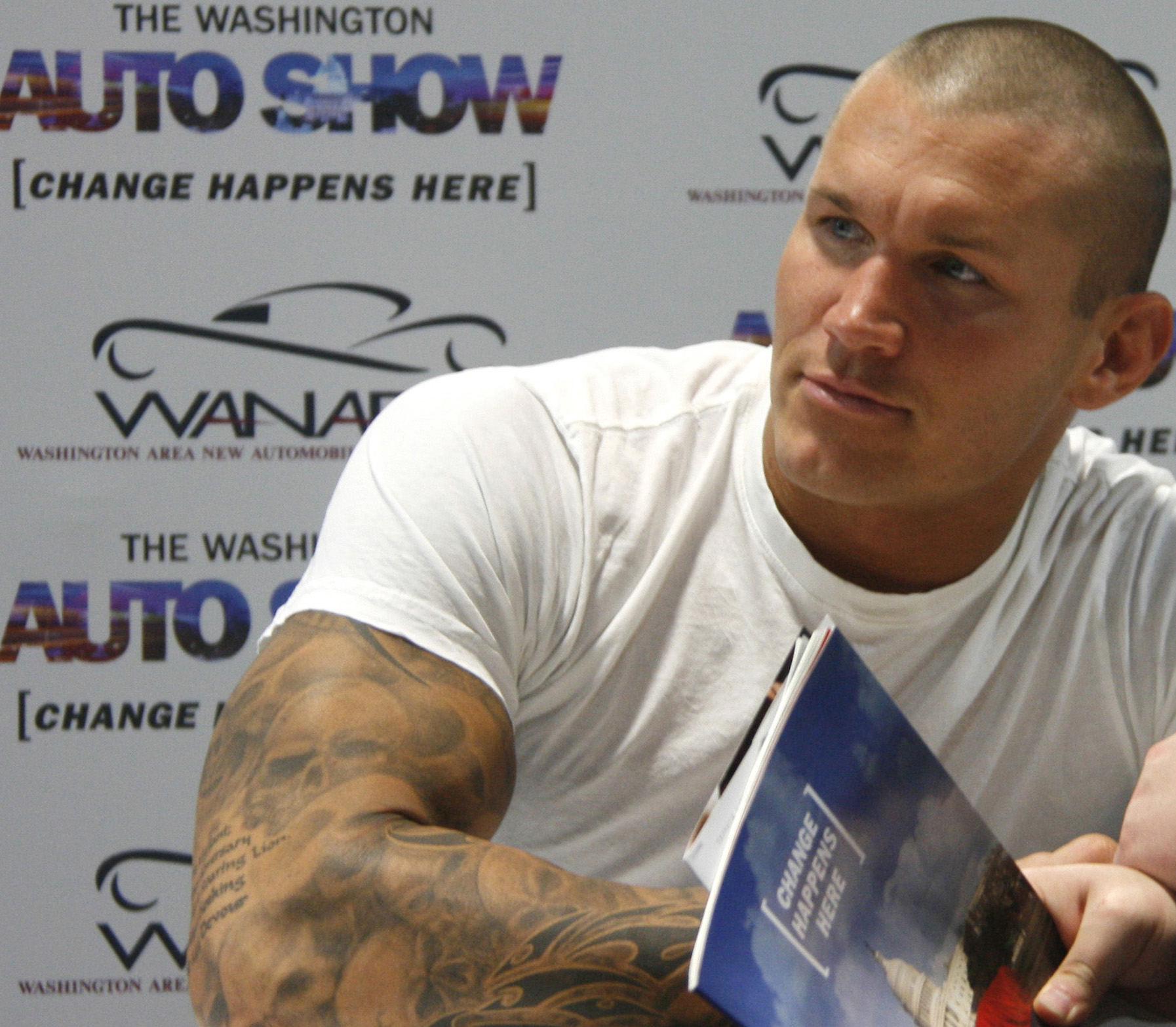
Randy Orton
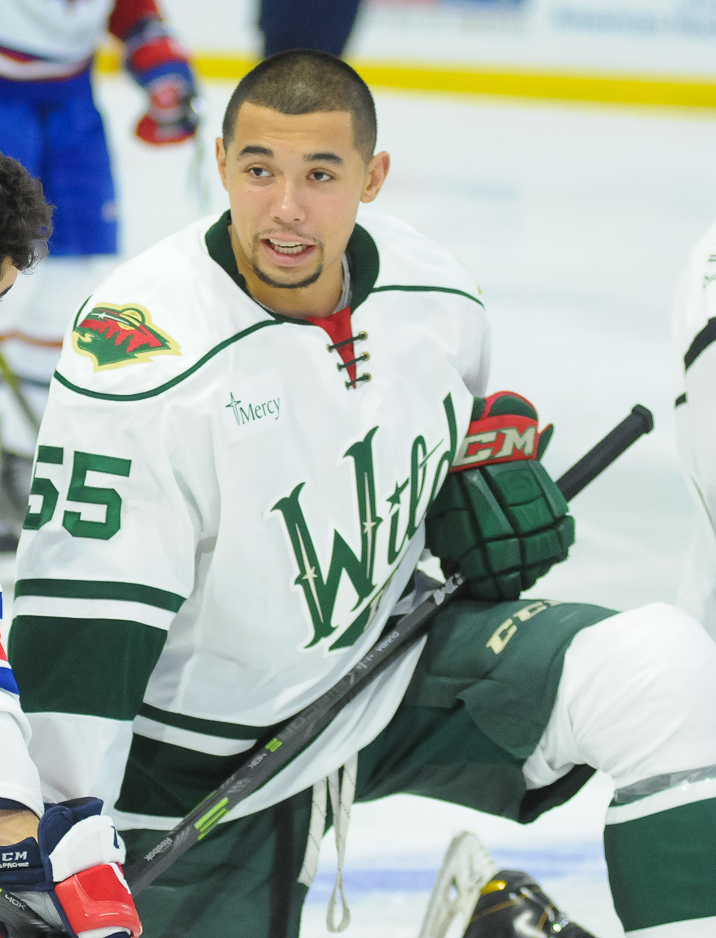
Matt Dumba
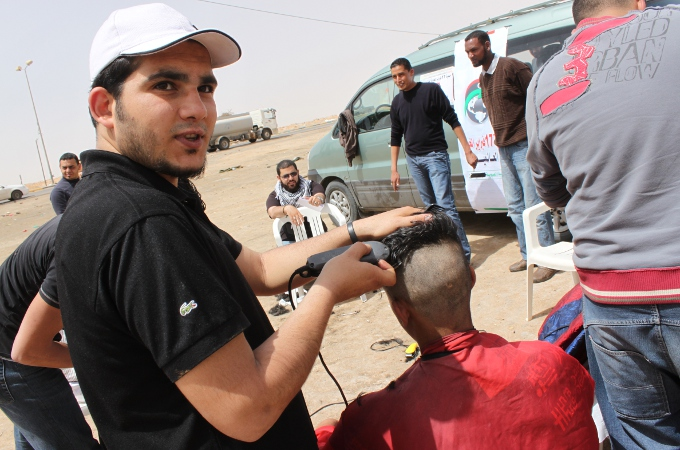
Um corte de cabelo curto teve motivação política durante a crise da Líbia
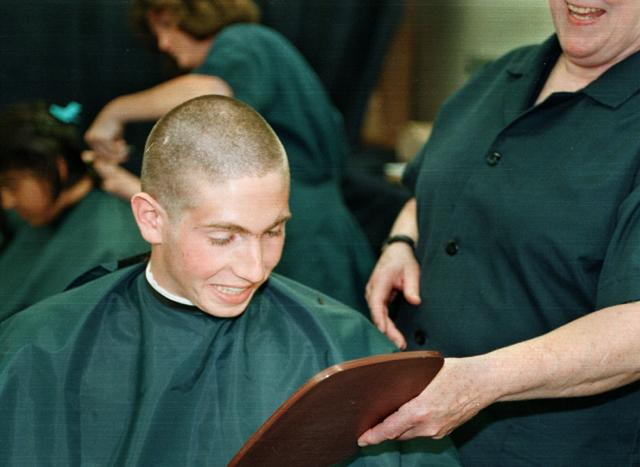
Um cadete da Marinha dos Estados Unidos recebe um corte à escovinha
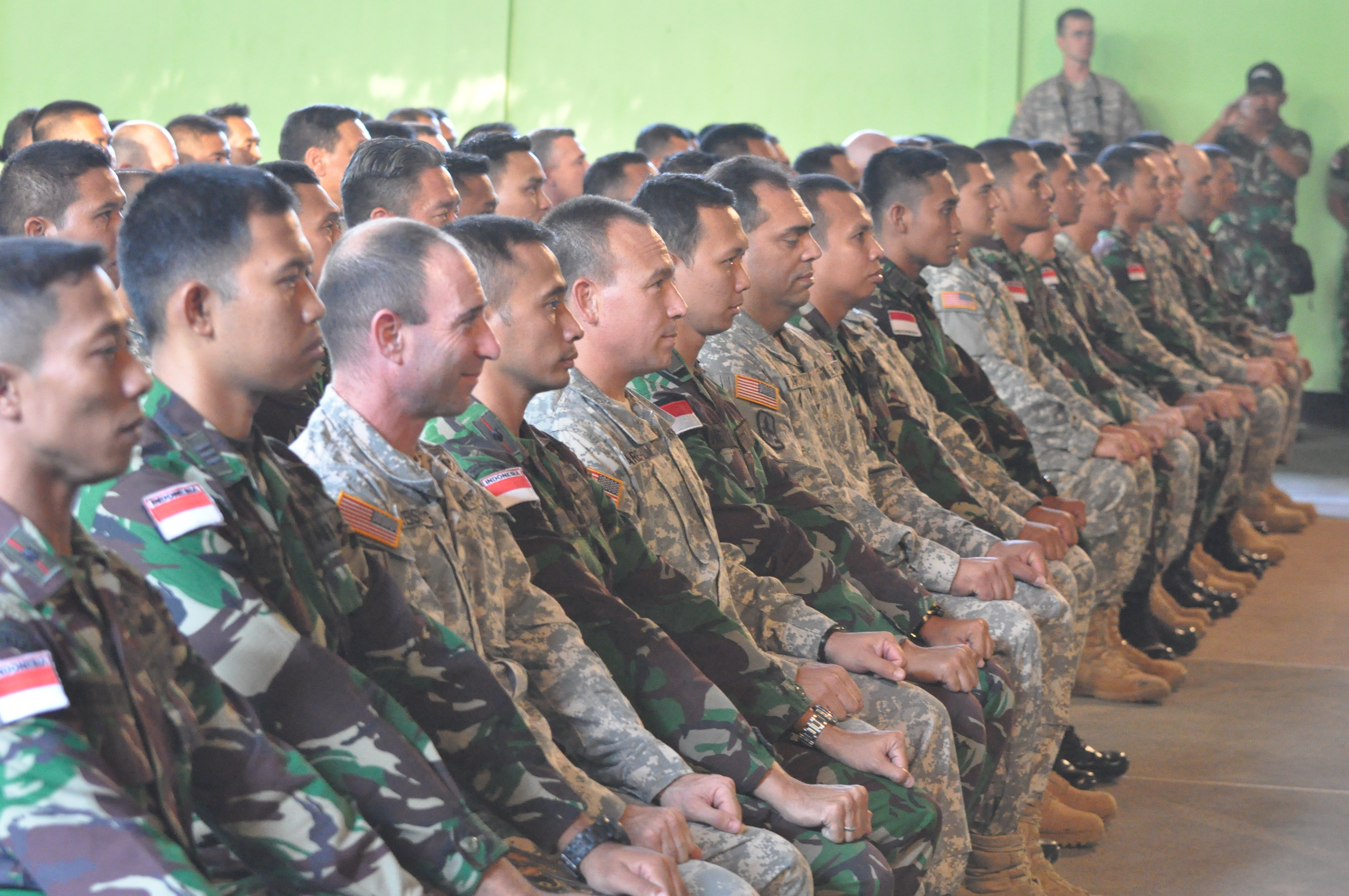
Guardas Nacionais do Exército do Havaí e o Exército Nacional da Indonésia parecem ter estilos de cabelo curtos.
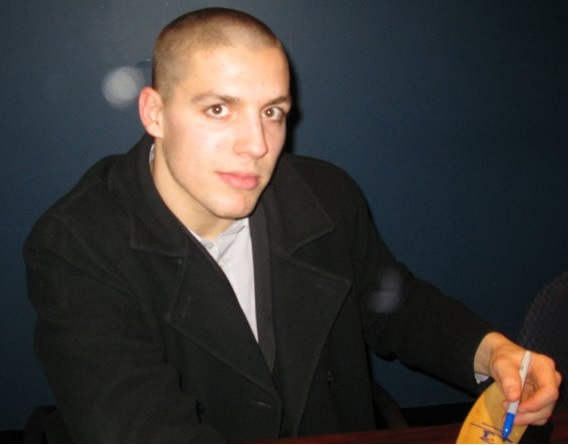
O jogador de hóquei David Perron com um corte de cabelo curto